# Patata di Pignone
La patata di Pignone è una varietà di patata coltivata nella provincia della Spezia, in particolare nel comune di Pignone nella val di Vara.

La coltivazione si effettua in campi situati sulle due valli di Pignone e Casale di origine alluvionale e la raccolta si effettua nella prima quindicina di agosto.

## Utilizzi
La patata di Pignone è utilizzata nella preparazione di pane, gnocchi e nella torta di patate o come contorno per carni e stoccafisso.